# ساکسماندهام
latitudeساکسماندهامlongitudeساکسماندهام
ساکسماندهام (به انگلیسی: Saxmundham) یک شهرک در بریتانیا است که در انگلستان واقع شده‌است.

## خصوصیات
ساکسماندهام ۲٬۷۱۲ نفر جمعیت دارد.